# 全国都市緑化フェア

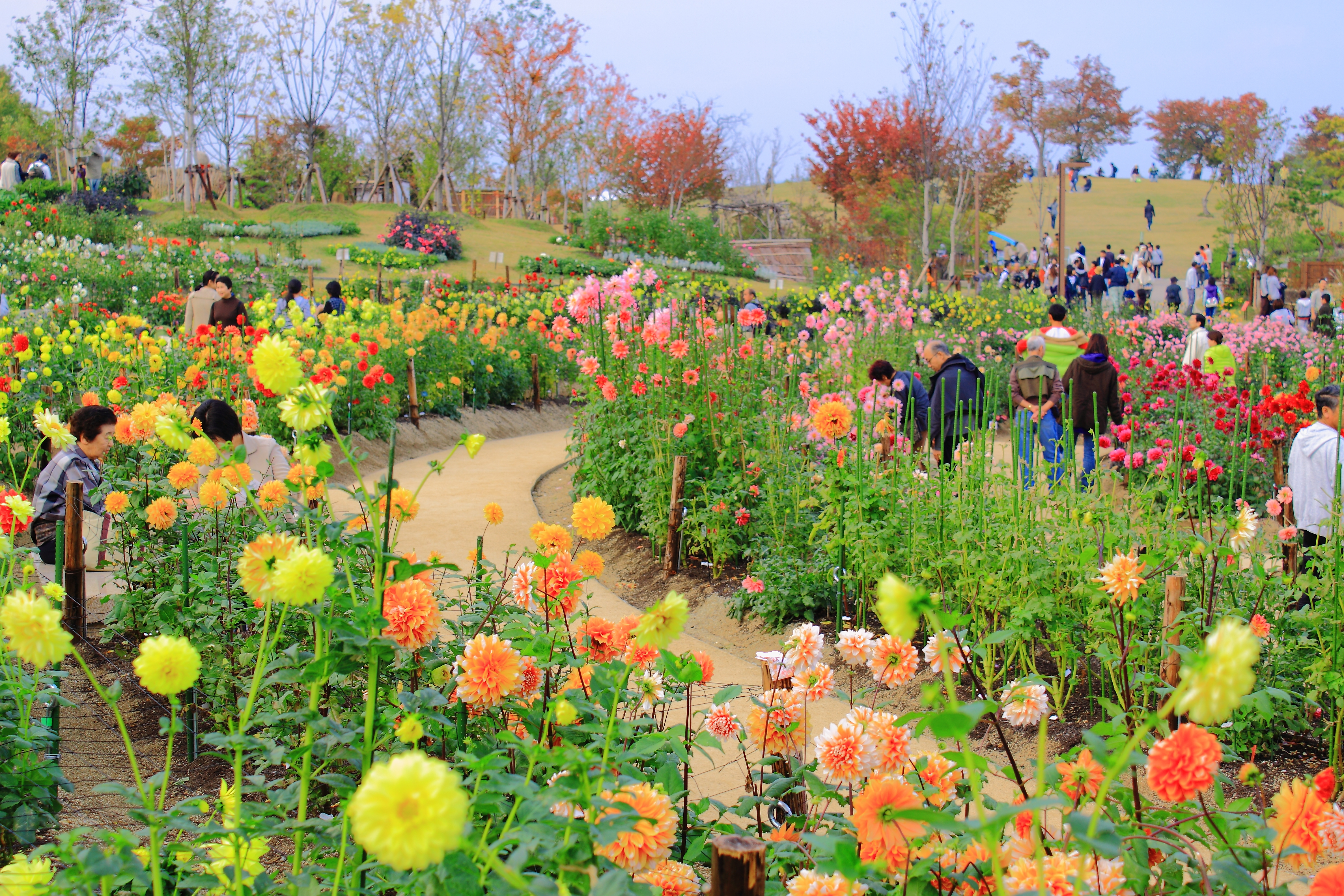
2010年の全国都市緑化ならフェアの様子（奈良県馬見丘陵公園）

全国都市緑化フェア（ぜんこくとしりょっかフェア）は、日本の地方博覧会のひとつで、花と緑の祭典である。

## 概要
1983年、建設省（現在の国土交通省）の提唱で都市緑化基金（現在の都市緑化機構）が主催する第1回全国都市緑化フェアが大阪府で開催された。公式見解によれば開催の目的は、「都市緑化意識の高揚、都市緑化に関する知識の普及等を図り、緑豊かな潤いのある都市づくりに寄与すること」である。
その中で全国都市緑化祭は最大の行事であり、現在は式典には佳子内親王が出席する。
主催は公益財団法人都市緑化機構と、開催地の地方公共団体である。

## 開催地一覧
開催地の自治体名称は開催当時のものである。なお、2016年・2021年は開催されずいずれも翌年に2度開催する形（2017年は春に横浜市・秋に八王子市、2022年は春に熊本市・夏に北海道恵庭市）となっている。
| 回      | 年                | 開催地                                   | 愛称                                                         |
| ------- | ----------------- | ---------------------------------------- | ------------------------------------------------------------ |
| 1       | 1983年            | 大阪府                                   | グリーングロー大阪                                           |
| 2       | 1984年            | 東京都                                   | モアグリーン東京                                             |
| 3       | 1985年            | 神戸市                                   | コウベグリーンエキスポ'85                                    |
| 4       | 1986年            | 熊本県・熊本市                           | 緑と水の博覧会 クマモトグリーンピック'86                     |
| 4       | 1986年            | 北海道・札幌市                           | '86さっぽろ花と緑の博覧会                                    |
| 5       | 1987年            | 埼玉県・浦和市・大宮市・川口市           | グリーンハーモニーさいたま'87                                |
| 6       | 1988年            | 名古屋市                                 | 緑・花・祭なごや'88                                          |
| 7       | 1989年            | 仙台市                                   | '89グリーンフェアせんだい                                    |
| [ ※ 1 ] | 1990年            | 大阪市                                   | 国際花と緑の博覧会                                           |
| 8       | 1991年            | 北九州市                                 | グリーンルネッサンス北九州'91                                |
| 9       | 1992年            | 神奈川県・相模原市                       | グリーンウェーブ・相模原'92                                  |
| 10      | 1993年            | 茨城県・水戸市                           | グリーンフェア'93いばらき                                    |
| 11      | 1994年            | 京都府・京都市                           | 緑いきいきKYOTO'94                                           |
| 12      | 1995年            | 千葉県・千葉市                           | グリーンシンフォニーCHIBA'95                                 |
| 13      | 1996年            | 富山県・高岡市・砺波市                   | 彩りとやま緑化祭'96                                          |
| 14      | 1997年            | 広島市                                   | グリーンフェスタひろしま'97                                  |
| 15      | 1998年            | 新潟県・新潟市・新津市                   | にいがた緑ものがたり'98                                      |
| 16      | 1999年            | 宮崎県・宮崎市                           | グリーン博みやざき'99                                        |
| 17      | 2000年            | 栃木県・宇都宮市、壬生町                 | マロニエとちぎ緑花祭2000                                     |
| 18      | 2001年            | 石川県・金沢市                           | 夢みどりいしかわ2001                                         |
| 19      | 2002年            | 山形県・寒河江市、新庄市                 | やまがた花咲かフェア'02                                      |
| 20      | 2003年            | 大分県・大分市                           | おおいた 緑・香り 夢フェスタ'03                              |
| 21      | 2004年            | 静岡県・浜松市                           | 浜名湖花博                                                   |
| 22      | 2005年            | 福岡市                                   | アイランド花どんたく                                         |
| 23      | 2006年            | 大阪市                                   | 花・彩・祭 おおさか2006                                      |
| 24      | 2007年            | 船橋市                                   | 全国都市緑化ふなばしフェア                                   |
| 25      | 2008年            | 群馬県・前橋市・高崎市                   | 花と緑のシンフォニー ぐんま2008                              |
| 26      | 2009年            | 岡山県・岡山市                           | おかやま花だより2009 未来へ                                  |
| 27      | 2010年            | 奈良県                                   | 全国都市緑化ならフェア やまと花ごよみ2010                    |
| 28      | 2011年            | 鹿児島県・鹿児島市                       | 全国都市緑化かごしまフェア 花かごしま2011                    |
| 29      | 2012年            | 東京都                                   | 全国都市緑化フェアTOKYO                                      |
| 30      | 2013年            | 鳥取県・鳥取市                           | 水と緑のオアシスとっとり2013                                 |
| 31      | 2014年            | 静岡県・浜松市                           | 浜名湖花博2014 〜花と緑の祭典〜                              |
| 32      | 2015年            | 愛知県・長久手市                         | 花と緑の夢あいち2015                                         |
| 33      | 2017年春          | 神奈川県・横浜市                         | ガーデンネックレス横浜2017                                   |
| 34      | 2017年秋          | 東京都・八王子市                         | みどりの丘の花絵巻はちおうじ2017                             |
| 35      | 2018年            | 山口県・山口市                           | 山口ゆめ花博                                                 |
| 36      | 2019年            | 長野県・松本市・塩尻市・安曇野市・大町市 | 信州花フェスタ2019 〜北アルプスの贈りもの〜                  |
| 37      | 2020年            | 広島県・広島市他                         | ひろしま はなのわ 2020                                       |
| 38      | 2022年春          | 熊本県・熊本市                           | くまもと花とみどりの博覧会 〜THE GREEN VISION 未来への伝言〜 |
| 39      | 2022年夏          | 北海道・恵庭市                           | ガーデンフェスタ北海道2022                                   |
| 40      | 2023年            | 仙台市                                   | 未来の杜せんだい2023 〜Feel green!〜                         |
| 41      | 2024年 2025年     | 川崎市                                   | Green For All KAWASAKI 2024                                  |
| 42      | 2025年            | 岐阜県                                   | ぎふ グリーン・ライフ フェスティバル2025                     |
| 43      | 2026年秋 （予定） | 京都                                     |                                                              |
| ※       | 2027年            | 横浜市                                   | GREEN×EXPO 2027                                              |

## 備考
- 第4回（1986年度）までと第19回（2002年度）と第27回（2010年度）は無料入場制だったが、第5回（1987年度）からメイン会場は有料入場制に変更された。近年の開催回である第32回（2015年度）・第33回（2017年度春）・第34回（2017年度秋）は無料入場制である。
- 第24回（2007年度）は、鳥取市が誘致するが中止。その後、船橋市に決定した。鳥取市は2013年の第30回（2013年度）で仕切り直し開催となった。
- 全国都市緑化祭の式典は、第6回（1988年度）まで浩宮徳仁親王（今上天皇）、第35回（2018年度）まで秋篠宮文仁親王夫妻が出席して行われた。

## 都市緑化機構
公益財団法人都市緑化機構は、2011年4月1日、財団法人都市緑化技術開発機構と財団法人都市緑化基金が合併して成立した。2010年度までは、全国都市緑化フェアを主催していたのは財団法人都市緑化基金である。2013年4月1日をもって公益財団法人に移行した。

### 天下り
2011年度の専務理事の小川陽一は国交省出身である。2010年度まで理事長であった百武伸茂は宮内庁出身である。のみならず、都市緑化基金は、平成21年の時点で、専務理事、常務理事については、いわゆる天下りが5代以上続いている。

## 批判
2010年6月に札幌市で行なわれた事業仕分けで、全国都市緑化フェアの負担金の是非が検討され、「廃止を含む見直し」と評価された。主な批判は、札幌市では毎年同フェア内の自治体出展花壇に出展しているが、参加する業者は開催地から選定されること（つまり、実際には札幌市の事業ではなく、負担金に過ぎない）、その額は過去10年間、一律（350万円）であること、さらに都市緑化基金（現在の都市緑化機構）に国土交通省のOBが天下りしていることなどである。
2011年4月1日時点で機構理事の大塚守康が社長の「株式会社ヘッズ」は少なくとも2009年に行なわれた第26回大会の計画等を受注した。